# 은화주란아족
은화주란아족(隱花柱蘭亞族, 학명: Cryptostylidinae 크립토스틸리디나이[*])은 당나귀난초족의 아족이다.

## 하위 분류
- 은화주란속(Cryptostylis R.Br.)
- Coilochilus Schltr.